# Нойпуршвиц
Нойпуршвиц или Но́ве-По́ршицы (нем. Neupurschwitz; в.-луж. Nowe Poršicyо файле) — деревня в Верхней Лужице, Германия. Входит в состав коммуны Кубшюц района Баутцен в земле Саксония. Подчиняется административному округу Дрезден.

## География
Располагается при дороге Баутцен — Вайсенберг около южной стороны аэропорта Flugplatz Bautzen (ICAO-Code EDAB), называемого в просторечии «Литтен».
Соседний населённый пункт: на юге — деревня Конецы.

## История
Деревня была основана в 1802 году при дороге из Баутцена в Гёрлиц. В этом году Петер Стефан построил дом на южной границе усадьбы Пуршвиц. После битвы при Баутцене около таверны в деревне разбил свою палатку Бонапарт Наполеон и провёл там ночь с 21 на 22 мая 1813 года.
В 1952 году деревня отделилась от Пуршвица, став самостоятельным населённым пунктом. С 1994 года входит в современную коммуну Кубшюц.
В настоящее время деревня входит в состав культурно-территориальной автономии «Лужицкая поселенческая область», на территории которой действуют законодательные акты земель Саксонии и Бранденбурга, содействующие сохранению лужицких языков и культуры лужичан.
Историческое серболужицкое наименование
- Přeměnki

## Достопримечательности
Памятники культуры и истории земли Саксония
- Каменный дорожный указатель, на дороге в сторону деревни Каниц-Христина, первая половина 19 века (№ 09302446)
- Каменный дорожный указатель, около Neupurschwitz 6 (bei), 19 век (№ 09251914)
- Жилой дом с хозяйственными постройками, Neupurschwitz 6, 1850 год (№ 09251913)
- Гостиный дом, Neupurschwitz 8, 1837 год (№ 09251912)